# Karcsák
A Karcsák (szlovákul Kračany) egy falucsoport a Nagyszombati kerületben, a Dunaszerdahelyi járásban. 12 faluból áll, amelyek közigazgatásilag két részre oszlanak:
Királyfiakarcsai önkormányzathoz tartozó falurészek (köznyelvben Felsőkarcsa):
- Solymoskarcsa
- Erdőhátkarcsa
- Damazérkarcsa
- Királyfiakarcsa
- Etrekarcsa
- Kulcsárkarcsa

Egyházkarcsai önkormányzathoz tartozó falurészek (köznyelvben Alsókarcsa):
- Egyházkarcsa
- Mórockarcsa
- Göncölkarcsa
- Pinkekarcsa
- Siposkarcsa
- Amadékarcsa

## Történelmük
A sok Karcsa kialakulásának oka a középkor sajátos földrajztudományi viszonyaiban keresendő. A rengeteg vízfolyás ezt a vidéket annyira szétszabdalta, hogy egy-egy kis sziget, szárazulat csak nagyon korlátozott számú népességet tudott befogadni. Az újabb nemzedékeknek ezért odébb, egy másik szárazulaton kellett településüket kialakítaniuk.
A Karcsaszél néven ismert, sűrűn egymás mellé települt csallóközi községek története mindenkor szorosan kötődött Egyházkarcsa történetéhez.
Fényes Elek szerint: „Mind a 12 Karcsa egy tagban igen kevés messzeségre fekszik egymástól. Szerdahelyhez 1, utolsó postájához, Somorjához 2 órányira. Határukat számos vízerek, lapályok futják keresztül, melyekben sok, de nem igen jó szénát csinálnak; azért fő élelmük a marhatartás.
Egyébiránt szántóföldjeik meglehetős termékenységűek; csakhogy sok helyt pörjések. Tüzelni fát, jegenyét használnak. Birtokosai több nemesek, kik között nevezetesebbek: Bartal, Kulcsár, Somogyi, Kondé, gr. Amade, Bacsák stb. Mórocz- és Pinke-Karcsa a vajkai székhez tartozik.”
Korábban Corcha, Karcha néven említették.

## Fekvésük
A Karcsák zöme Dunaszerdahelytől délre találhatóak, 3-8 km-re. Rétjei a Gellei-patak (Gércs) (aminek Göncölkarcsánál egy 120 m-es hosszúságban mesterséges, mert sok volt a mocsár, ezeket leszívatták és beleengedték a patakba), és a karcsai erdőség között található.
A Gellei-patak Gellében ered azután a Gellei réteken belefolyik egy Duna-ág, és Lúcson keresztül Móroc- és Göncölkarcsa mellett folyik, majd Amadékarcsa mellett halad el.

## Oktatásügy
A királyfiakarcsai iskolát a 2009\2010-es tanévben 11 tanuló látogatja.
A Pinkekarcsán található óvodát sok gyerek látogatja.

## Nevezetességek
- Egyházkarcsán található Szt. Bertalan tiszteletére felavatott templom.
- Királyfiakarcsán található egy kisalföldi parasztházból kialakított tájház.
- Damazérkarcsán található a Damasa (Bartal)-kastély.
- Etrekarcsán állt egy emeletes kastély, amelynek nyoma veszett.
- Siposkarcsán állt a Somogyi-kastély, amit az 1800-as években lebontottak. Még az Ipolyságiak levele sem mentette meg. Romjai még ma is láthatóak.

## Természete, környezete
A Karcsák mellett sok kis patak folyik. Ezeknek holtágai gyönyörű erdőségeket, mezőket alkotnak. A Karcsák kialakulásánál több patak is folyt ezen a területen, ezért alakult ki az hogy egyes Karcsák messze, mások igen közel esnek egymáshoz. Az 1900- as évek közepéig Duna-ágak domborították a réteket szántóföldeket, és ha nagy eső van, a medrekben megáll a víz, vagy ha kiöntenek a holtágak újra az a tájat látjuk mint az 1900-as években.

## Élővilág

### Lápok, mocsarak
A mocsarasok jellegzetes állatai a békák: kecskebéka, zöld levelibéka, és természetesen a varangyok. A szürke- és a vörösgém is gyakori, nem beszélve a guvatokról, bakcsókról, harisokról, a békászó sasokról, és a kígyászölyvekről. A vipera és a siklók se ritkák. A sűrű sásokban előfordulnak foltos nádiposzáták cserregő nádiposzátákfoltos nádiposzátákés nádirigók. A növényvilág is gazdag, sás, nád, gyékény, buzogány, mocsári gólyahír, platán, gyertyán, fűz, páfrány, zsurló, nyír és békalencsefélék.

### Tavak, folyók, patakok
Tavaknál, lassú folyóknál, nagyobb patakoknál a csiga, folyami rákok, keszegek, kisebb harcsák, és kárászok élnek. A rovarvilág itt nagyon gazdag: szúnyogok, kérészek, szitakötők sokasága él itt. Ritkán, de előfordul vízipók is. A vízimadarak sincsenek lemaradva: szárcsák, gólyák, vörös gémek, szürke gémek, törpegémek, üstökösgémek, kanalasgémek, kis kócsagok, nagy kócsagok, kormoránok, tőkés-, kanalas-, böjti-, fütyülő récék, guvatok, törpe vízicsibék, kis vízicsibék, vízityúkok élnek itt. Egy-egy hód és vidra is felbukkanhat. A nutriatenyésztőktől elszabadult nutriák is kölykezhetnek. Növényvilága hasonló a mocsáréhoz, azonban a fehér tündérrózsából és a sárga vízitökből ezen a területen igen sok található.

### Erdők
Erdőkben a jellegzetes állatok az énekesmadarak: kék-, szén-, búbos cinegék, őszapók, énekes-, fekete rigó, gyurgyalag, zsezse, szalakótafélék. Ezen kívül még sok más állat él itt: karvaly, kék-, vörös vércse, héja, kis-, közép-, nagy-, balkáni fakopáncs, szürke küllő, zöld küllő, fekete harkály, fogoly, fürj, fácán, erdei sikló, szalamandra, gőte, erdei béka. A növényvilág itt nagyon dús: platán, gyertyán, bükk, tölgy, diófa, fűz, nyár, nyír.

### Szántóföldek és gazos területek
Ennek a területnek a jellegzetes állata a fácán. De más állatfajok is láthatóak: őz, szarvas, cickány, hörcsög, fürj, fogoly, vadnyúl, rétisas, barna rétihéja, hamvas rétihéja, kékes rétihéja, héja, vándor-, kis-, kaba-, kerecsensólyom, a túzok és az sakál egyedszáma lassan, de növekedik, ám ritkán lehet látni őket.
Ez a táblázat azt ábrázolja hogy mennyi százalékkal több állat szaporodik a szántóföldön, mint az erdőben. Ez attól is függ, hogy éppen milyen növény van elvetve.
|                  | Fácán | Őz   | Mezei nyúl |
| Búza, árpa, rozs | 28 %  | 5 %  | 25 %       |
| Kukorica         | 12 %  | 10 % | 15 %       |
| Here             | 19 %  | 0 %  | 12%        |
| Napraforgó       | 5 %   | 15 % | 13%        |

## A Karcsák

### Solymoskarcsa
Solymoskarcsa (szlovákul Jastrabie Kračany) Királyfikarcsa településrésze, egykor önálló falu Szlovákiában a Nagyszombati kerületben a Dunaszerdahelyi járásban. Dunaszerdahelytől 3,5 m-re délnyugatra fekszik. 

A települést 1289-ben "terra ville Potuna falconariis" néven említik. 1313-ban "Solmuspaton", 1326-ban "villa Pethen Solymus" és "Solymospathun" alakban említik. A pozsonyi urakhoz tartozott, első lakói valószínűleg királyi solymászok voltak. Később a gellei érseki székhez tartozott, lakói nemesi kiváltságokkal rendelkeztek.
Fényes Elek szerint : "Karcsa (Sólymos-), magyar falu, Pozsony vmegyében: 112 kath. lak.".

### Erdőhátkarcsa
Erdőhátkarcsa (szlovákul Lesné Kračany) Királyfikarcsa településrésze, egykor önálló Szlovákiában a Nagyszombati kerületben a Dunaszerdahelyi járásban.
Dunaszerdahelytől 4 km-re délnyugatra fekszik.
A falut valószínűleg a 13. században alapították, első említése Erdewhatikarcha alakban 1358-ban történik. Nevét az Erdőháti erdőről kapta. 1352-ben említik birtokosát Erdőhátkarcsai Andrást. A 15. – 16. századi oklevelekben többször szerepelnek a nemesei. A 17. század elején nagyobb részét a Derghi Somogyi család vásárolta meg, majd a 19. században a Bartal család a fő birtokosa. 1910-ben Damazérkarcsával együtt Damazér-Erdőhátkarcsának nevezték.
Fényes Elek szerint: „Karcsa (Erdőhát-), magyar falu Pozsony vármegyében: 117 katolikus lakossal.”

### Damazérkarcsa
Damazérkarcsa (vagy Domárdkarcsa, szlovákul Domazérske Kračany) Királyfikarcsa településrésze, egykor önálló falu Szlovákiában a Nagyszombati kerületben a Dunaszerdahelyi járásban.
Dunaszerdahelytől 4 km-re délnyugatra fekszik.
A község a 13. században keletkezhetett, egy 1243-ban kelt okiratban szereplő Karcsai Zolougos fia Damasa nevét viseli. A falu az ő lakóhelye volt. Ez az udvarház a mai damazérkarcsai park közepe táján állhatott. Később a községet Damasatelek, illetve Kiskirályfiakarcsa néven is említik. Damasa utódainak kihalása után a birtok a királyfikarcsai Erdős család, majd Bartal György birtoka lett. A 20. század elején szeszgyár is működött területén. 1910-ben Erdőhátkarcsát Damazérkarcsával együtt Erdőhát-Damazérkarcsának nevezték.
Fényes Elek szerint: „Karcsa (Domárd-), magyar falu Pozsony vármegyében: 18 katolikus lakossal.”

### Etrekarcsa
Etrekarcsa (szlovákul Etreho Kračany) Királyfikarcsa településrésze, egykor önálló Szlovákiában a Nagyszombati kerületben a Dunaszerdahelyi járásban.
Dunaszerdahelytől 5 km-re nyugatra fekszik.
Fényes Elek szerint:„Karcsa (Étre-), magyar falu Pozsony vármegyében: 290 katolikus, 10 zsidó lakossal.”

#### Híres emberek
- Itt született 1772. szeptember 28-án Georch Illés ügyvéd, jogi író, az MTA tiszteleti tagja.
- Itt hunyt el 1865. szeptember 20-án Bartal György (jogtörténész), az MTA tagja.

### Királyfiakarcsa
Királyfiakarcsa (szlovákul Kráľovičove Kračany) község Szlovákiában a Nagyszombati kerületben a Dunaszerdahelyi járásban. Dunaszerdahelytől 4,5 km-re délnyugatra fekszik.
A Karcsa nevű települést akkor említik először, amikor 1215-ben II. András király János esztergomi érsek kérésére a pozsonyi várnépek közül Zidat, Algot, Buchát és Pault a várszolgálat alól felmentette és „Corcha” nevű falujukkal együtt érseki szolgálatba helyezte. A falu lakói a hagyomány szerint a Korczan nemzetség leszármazottai. Karcsai Buzád leszármazottja volt a Bartal nemzetség. A nemzetség egyes tagjainak szállásaiból keletkeztek később a különböző előtagú Karcsa helységek, melyek egykori birtokosaik nevét viselik. A Karcsák egyházi központja a középkorban Egyházkarcsa, mint az egyetlen templomos hely volt. Királyfikarcsát külön 1349-ben „Kyralfaia”, 1353-ban „Keralifiakarcha” néven említik.
Fényes Elek szerint: „ Karcsa (Királyfia-), magyar falu Pozsony vármegyében: 213 katolikus, 5 zsidó lakossal.”

### Kulcsárkarcsa
Kulcsárkarcsa (szlovákul Kľúčiarove Kračany) Királyfiakarcsa, egykor önálló településrésze Szlovákiában a Nagyszombati kerületben a Dunaszerdahelyi járásban. Dunaszerdahelytől 7,5 km-re délnyugatra fekszik.
A falut 1277-ben "Olkulchar" néven említik először. A középkorban "Guthkarcsa" volt a neve, 1322-ben "Guthakarcha" néven említik, majd 1508-ban "Gwthakarcha" alakban. Guthakarcsa egyik családja a Kulcsár család, mely a település domináns családja lett. A település a családról kapta mai nevének előtagját.
Fényes Elek szerint: „Karcsa (Kulcsár-), magyar falu Pozsony vármegyében: 145 katolikus, 4 zsidó lakossal.”

### Göncölkarcsa
Göncölkarcsa (szlovákul Kynceľove Kračany) Egyházkarcsa településrésze, egykor önálló falu Szlovákiában a Nagyszombati kerületben a Dunaszerdahelyi járásban.
A település a 13. században keletkezett. Nevét feltehetően egy Kencz nevű pozsonyi várjobbágytól nyerte, akinek a Gércs vize közelében volt a birtoka. A 14. és 15. század folyamán többször Kenczel, Kunczel, Cunchul alakban fordul elő oklevelekben.
Nevét valószínűleg első birtokosáról kapta. A név a német Konrád név becéző alakjából a Kuncilból származik, mely később a magyarban Göncöllé alakult.
Fényes Elek szerint : Karcsa (Geönczöl-), magyar falu Pozsony vármegyében, 72 katolikus lakossal.

### Mórockarcsa
Mórockarcsa (szlovákul Moravské Kračany) Egyházkarcsa településrésze, egykor önálló falu Szlovákiában a Nagyszombati kerületben a Dunaszerdahelyi járásban.
A település a 13. században keletkezett, nevének előtagját az egykor itt élt Mórocz családról kapta. A család tagjait oklevél először 1394-ben említi filius Ladislai de Moroz Janos Karcha alakban. Egy 1396. március 7-én kelt oklevél a karcsai nemzetségek között újra megemlíti a Móroczokat, név szerint a karcsai Mórocz János nemzetségéből származó László fia Domonkost. (Dominicus filius Ladislai de Moroch Janos Karcha) Kezdetben Pozsony várának tartozéka, később az esztergomi érsekség birtoka volt.
Fényes Elek szerint „Karcsa (Morócz-), magyar falu, Pozsony vmegyében: 152 kathol., 6 zsidó lak.”

### Pinkekarcsa
Pinkekarcsa (szlovákul Pinkove Kračany) Egyházkarcsa településrésze, egykor önálló falu Szlovákiában a Nagyszombati kerületben a Dunaszerdahelyi járásban.
Dunaszerdahelytől 4 km-re délnyugatra fekszik.
Fényes Elek szerint „Karcsa (Pinka-), magyar falu, Pozsony vármegyében: 159 kath. lak.”

### Amadékarcsa
Amadékarcsa (szlovákul Amadeho Kračany) Egyházkarcsa településrésze, egykor önálló Szlovákiában a Nagyszombati kerületben a Dunaszerdahelyi járásban, Dunaszerdahelytől 10 km-re délnyugatra. Régen az emberek a Gellei patak vizét ihatták, amelynek bal partján fekszik a falu.
Dunaszerdahelytől 5 km-re délnyugatra fekszik.
Fényes Elek szerint: „Karcsa (Amadé-), magyar falu Pozsony vármegyében: 116 katolikus lakossal. Fekszik a Csallóközben, utolsó postája Somorja.”
1910-ben Siposkarcsával egy községet alkotott, ekkor Siposamadékarcsa volt a neve.

### Siposkarcsa
Siposkarcsa (szlovákul Šipošovske Kračany) Egyházkarcsa településrésze, egykor önálló Szlovákiában a Nagyszombati kerületben a Dunaszerdahelyi járásban. Dunaszerdahelytől 4 km-re délnyugatra fekszik. 1447-ben "Sypwskarcha" alakban említik először. 1453-ban "Siposkarcha, Kyskarcha" néven szerepel a korabeli forrásokban.
Fényes Elek szerint „Karcsa (Sipos-), magyar falu, Pozsony vármegyében: 99 katholikus lakossal

### Egyházkarcsa
Egyházkarcsa (szlovákul Kostolné Kračany) község Szlovákiában a Nagyszombati kerületben a Dunaszerdahelyi járásban. Dunaszerdahelytől 3 km-re délnyugatra fekszik.
A középkorban több kisebb falu állt a mai Egyházkarcsa helyén, melyek egy közös templomot építettek. A templom körül alakult ki a mai település, melyet 1215-ben Corcha néven említenek először. Első templomát 1249 előtt Szent Bertalan tiszteletére szentelték. 1262-ben Karcsai Remigius ispán, testvére Bott fiainak 41 hold szántóföldet, kúriát, halastavat és rétet enged át, melyek Szent Bertalan temploma mellett vannak. A 14. században Egyházaskarcha (1351), Remegkarcha (1355), Diákkarcha (1357), Barthalkarcha (1377) Lászlókarcha (1377) és Lucakarcha (1467) falvakból állt. 1561-ben a falu lakói reformátusok lettek, csak 1729-ben alapították újra katolikus egyházát. A 16 17. században a Somogyi család a falu kegyura.
Fényes Elek szerint ”Karcsa (Egyház-), magyar falu, Pozsony vmegyében: 53 kath., 5 zsidó lak. Kath. paroch. templom. "
Vályi András szerint "Egyház Karcsa. E’ Helységhez tizen egy hasonló nevezetű faluk vagynak Posony Vármegyében, ú. m. Amade Karcsa, Pinke Kartsa, Morótz Karcsa, Göntzöl Karcsa, Kultsár Karcsa, Etre Karcsa, Király fia Karcsa, Domárd Karcsa, Erdőhát Karcsa, Solymos Karcsa, földes Urai külömbféle Urak, a’ mint nevezetekből is ki tetszik, Sípos Karcsa, Kastély Karcsának is neveztetik régi formára épűlt kastéllyától; lakosai katolikusok, többnyire egymástól nem meszsze fekszenek, ’s határjaik is majd hasonló tulajdonságokkal bírnak."

## Már nem létező Karcsák
Bélkarcsa a Kulcsár-, Etrekarcsai határban volt, ennek területén régen nagyobb Duna-ág folyt, eköré építkeztek. Ingrickarcsa a régi Pinkekarcsa területén lehetett. Népekarcsára telepítettek várnépet, aminek helyét pontosan nem tudni, Érsekkarcsa Siposkarcsa és Etrekarcsa között volt. Vogyakarcsa és Szeglekarcsa Mórockarcsa területén volt. Göncölkarcsa területén beazonosítottak a régebbi térképekből két kisebb falut, Gércset és Bárcsot (nem tudni, hogy odateendő a 'karcsa' utónév).

## Más megnevezések
- Damazérkarcsát régen Domárdkarcsának, aztán Damasateleknek, az 1600-1700-as években pedig Kiskirályfiakarcsának nevezték.
- A helyi lakosok Siposkarcsát, Pinkekarcsát és Amadékarcsát, együtt Madélkarcsának nevezik.
- Siposkarcsát kastélyszerű építménye miatt nevezik Kastélykarcsának is. Harmadik neve Kiskarcsa
- Damazérkarcsát Erdőhátkarcsával együtt Damazér-Erdőhátkarcsának is nevezik.
- Pinkekarcsát még Somogykarcsának, Bacsákkarcsának is nevezték